# Caron souscrit
Pour les articles homonymes, voir Caron.
Le caron souscrit est un signe diacritique utilisé dans certaines transcriptions phonétiques dont notamment l’alphabet phonétique international ou l’alphabet phonétique ouralien. Sa forme avec chasse, aussi appelée lettre modificative voisée, est utilisée comme lettre modificative dans l’écriture de l’akha et du lahu.

## Utilisation
Dans l’alphabet phonétique international, le caron souscrit est utilisé pour indiquer le voisement d’une consonne.

### Lettre modificative
La lettre modificative caron souscrit avec sa propre chasse est utilisée en akha et lahu dans l’orthographe de Paul Lewis pour indiquer un ton bas, par exemple ‹ paˬ › [pa˥] en akha.

## Sources
- (en) James A. Matisoff, « Lewis, P. (1969). Akha-English Dictionary », Journal of Asian Studies, vol. 28, no 3,‎ mai 1969, p. 644-645 (DOI 10.2307/2943225)